# Episodi di Full Metal Panic! Invisible Victory
Questa è una lista degli episodi della serie televisiva anime Full Metal Panic! Invisible Victory.
La serie prodotta dallo studio Xebec e diretta da Katsuichi Nakayama, è stata trasmessa dal 13 aprile al 18 luglio 2018 per un totale di dodici episodi.
In Italia la serie è stata pubblicata da Dynit in versione sottotitolata su VVVVID.

## Lista episodi
| Nº | Titolo italiano Giapponese 「Kanji」 - Rōmaji                           | In onda        | In onda |
| Nº | Titolo italiano Giapponese 「Kanji」 - Rōmaji                           | Giapponese     |         |
| 1  | Zero Hour 「ゼロアワー」 - Zero awā                                     | 13 aprile 2018 |         |
| 2  | Contenimento danni 「損害制御」 - Songai seigyo                         | 20 aprile 2018 |         |
| 3  | Big One Percent 「BIG ONE PERCENT」 - BIG ONE PERCENT                   | 27 aprile 2018 |         |
| 4  | On My Own 「オン・マイ・オウント」 - On mai ōn                          | 4 maggio 2018  |         |
| 5  | Welcome to the Jungle 「WELCOME TO THE JUNGLE」 - WELCOME TO THE JUNGLE | 18 maggio 2018 |         |
| 6  | Sonno putrescente 「腐敗のまどろみ」 - Fuhai no madoromi                | 25 maggio 2018 |         |
| 7  | Giant Killing 「ジャイアントキリング」 - Jaianto kiringu                | 1º giugno 2018 |         |
| 8  | One Man Force 「ワン・マン・フォース」 - Wan man fōsu                   | 8 giugno 2018  |         |
| 9  | La strega caduta 「堕ちた魔女」 - Ochita majo                           | 22 giugno 2018 |         |
| 10 | Avanti, avanti 「前へ、前へ」 - Mae e, mae e                            | 29 giugno 2018 |         |
| 11 | Stormy Night 「ストーミー・ナイト」 - Sutōmii naito                     | 18 luglio 2018 |         |
| 12 | Make My Day 「メイク・マイ・デイ」 - Meiku mai dei                      | 18 luglio 2018 |         |